# Summit Entertainment
Summit Entertainment es un estudio de cine estadounidense dedicado al desarrollo, financiación, producción y distribución de películas de cine. El estudio maneja todos los aspectos de comercialización y distribución incluyendo las ventas internacionales, tanto de las películas desarrolladas internamente, como de las películas adquiridas.

## Historia
Originalmente fue lanzada en 1996 por Patrick Wachsberger, Bob Hayward y David Garrett bajo el nombre de Summit Entertainment LLC como una compañía productora, distribuidora y comercializadora. En abril de 2006, se convirtió en un estudio de cine completamente independiente, con la adición de Rob Friedman, un exejecutivo de Paramount Pictures. La nueva empresa adquirió mayor desarrollo, producción, adquisición, comercialización y distribución mediante una inversión encabezada por Merrill Lynch y otros inversionistas que le dieron acceso a más de US$ 1 millón en financiamiento.
Tuvo graves problemas económicos hasta descubrir en 2008 a su gallina de los huevos de oro, la saga Crepúsculo.

## Películas

### Producción o distribución

#### 2016
- Rock Dog
- La La Land

#### 2015
- Child 44
- The Divergent Series: Insurgent

#### 2014
- The Legend of Hercules
- Divergente
- Step Up: All In

#### 2013
- Now You See Me
- Warm Bodies
- Red 2 (coproducción con DC Entertainment y di Bonaventura Pictures)
- El juego de Ender

#### 2012
- Lo imposible (coproducción con Warner Bros)
- The Twilight Saga: Breaking Dawn - Part 2 (coproducción con Warner Bros.)
- Step Up Revolution
- The Perks of Being a Wallflower

#### 2011
- Drive Angry 3D
- The Cold Light of Day
- The Darkest Hour (coproducción con Regency Enterprises y 20th Century Fox)
- The Twilight Saga: Breaking Dawn - Part 1 (coproducción con Warner Bros.)

#### 2010
- Red (coproducción con DC Entertainment, Warner Bros, Legendary Pictures y di Bonaventura Pictures)
- The Twilight Saga: Eclipse (coproducción con Warner Bros.)
- Cartas a Julieta
- Fair Game
- Furry Vengeance (coproducción con Participant Media)
- Remember Me (coproducción con Underground Films)
- Step Up 3D (coproducción con Touchstone Pictures)
- El escritor
- Bitch Slap (coproducción con IM Global)

#### 2009
- Astro Boy (coproducción con Imagi Animation Studios y )
- The Brothers Bloom
- Bandslam (coproducción con Walden Media)
- The Hurt Locker
- Knowing (coproducción con Escape Artists)
- The Twilight Saga: New Moon (coproducción con Warner Bros.)
- Next Day Air
- Push (coproducción con Icon Productions)
- El acantilado rojo (parte 2) (con Showbox, Mei Ah Entertainment, MediaCorp Raintree Pictures, Avex Entertainment y Sahamongkol Film International)
- Sorority Row
- Tekken (con The Weinstein Company)

#### 2008
- Fly Me to the Moon
- Trailer Park of Terror
- Happy-Go-Lucky (con Miramax Films, Ingenious Film Partners y FilmFour Productions)
- The Hottie and the Nottie (con Regent Releasing)
- Never Back Down
- La isla de Nim
- Penelope
- El acantilado rojo (parte 1)
- Sex Drive
- Step Up 2: The Streets (coproducción con Touchstone Pictures)
- Crepúsculo

#### 2007
- Once (coproducción con Fox Searchlight Pictures)
- P2

#### 2006
- Step Up (coproducción con Touchstone Pictures)
- A la deriva 2

#### 2005
- Dot the i

#### 2000
- Memento

#### 1998
- Miedo y asco en Las Vegas
- Lock, Stock and Two Smoking Barrels

### Coproducción

#### 2011
- Something Borrowed (con Alcon Entertainment y Warner Bros.)
- Yin Yang Yo! La Película (con Walt Disney Pictures y Jetix Animation Concepts)

#### 2010
- The Book of Eli (con Alcon Entertainment, Silver Pictures y Warner Bros.)
- The Runaways
- Ramona and Beezus (con 20th Century Fox y Walden Media)
- Green Zone (con Universal Pictures)
- Percy Jackson and the Olympians: The Lightning Thief (2010) (con 20th Century Fox y 1492 Pictures)
- The Town (coproducción con Warner Bros., Legendary Pictures y Village Roadshow Pictures)

#### 2009
- Bitch Slap

#### 2008
- Deception (con 20th Century Fox)
- City of Ember (con 20th Century Fox)
- Strange Wilderness (con Paramount Pictures, Happy Madison Productions y Level 1 Entertainment)
- La isla de Nim (con 20th Century Fox(distribución en Estados Unidos),solo distribución internacional )

#### 2007
- Un puente hacía Terabithia (con Walt Disney Pictures(distribución en Estados Unidos y Australia), Walden Media, Paramount Pictures(distribución en Latinoamérica), Icon Productions(distribución en Reino Unido) y Moviemax (distribución En Italia),solo distribución internacional )
- En el valle de Elah (con Warner Independent Pictures)
- Michael Clayton (con Warner Bros. y Castle Rock Entertainment)
- P.S. I Love You (con Alcon Entertainment y Warner Bros.)
- Resident Evil: extinción (con Screen Gems, Constantin Film, Davis Films y Capcom)
- Ocean's Thirteen (coproducción con Warner Bros. y Village Roadshow Pictures)

#### 2006
- Babel (con Paramount Vantage)
- Miss Potter (con Metro Goldwyn Mayer y The Weinstein Company)
- Once (con Fox Searchlight Pictures)

#### 2005
- A Lot Like Love (con Touchstone Pictures y Beacon Communications)
- Sr. y Sra. Smith (con 20th Century Fox y Regency Enterprises)
- Oliver Twist (con Tristar Pictures)
- Racing Stripes (con Alcon Entertainment y Warner Bros.)
- Sahara (con Paramount Pictures y Bristol Bay Productions
- The Brothers Grimm (con Metro Goldwyn Mayer y Dimension Films)
- El hombre del tiempo (con Paramount Pictures)

#### 2003
- Wrong Turn (con 20th Century Fox, Regency Enterprises y Constantin Film)

#### 1999
- American Pie (con Universal Pictures)
- Cruel Intentions (con Columbia Pictures)

### Direct-to-video
- Twilight in Forks (2010)
- Trailer Park of Terror (2008)
- Tokyo Godfathers (2004)
- El regreso de la Pantera Rosa (1975)

- Datos: Q632323